# Filopatri
Filopatri är inom zoologi tendensen hos djur, med regelbundna flytt- eller vandringsbeteenden, att återkomma till en specifik lokal för att föröka sig eller för att födosöka. Ordet härstammar från gammalgrekiskans ord för hemkär, trots att begreppet i vissa fall används i sammanhang där området ifråga inte är platsen där djuret föddes. Filopatri kan förekomma på en rad olika sätt. Arter som återvänder till sin födelseplats för att föröka sig uppvisar så kallad natal filopatri. Flyttande djur uppvisar även filopatri gentemot vissa viktiga områden på sina regelbundna rutter, exempelvis vinterkvarter, specifika områden där fåglar ruggar eller vissa lokaler på vägen som besöks för födointag.
Graden av filopatri skiljer sig mellan olika flyttande eller vandrande arter.